# ۱۵۱۰ (میلادی)
۱۵۱۰ (میلادی) هزار و پانصد و دهمین سال تقویم میلادی است.

## درگذشتگان
- ۱۷ مه – ساندرو بوتیچلی، هنرمند و نقاش ایتالیایی (ز. ۱۴۴۵)
- ۱۴ دسامبر - جلال‌الدین بن هبةالله،قاضی، فقیه و شاعر شامی.